# Maison de Mitak Stajić à Vranje
La maison de Mitak Stajić à Vranje (en serbe cyrillique : Кућа Митка Стајића у Врању ; en serbe latin : Kuća Mitka Stajića u Vranju) se trouve à Vranje, dans le district de Pčinja, en Serbie. Elle est inscrite sur la liste des monuments culturels protégés de la République de Serbie (identifiant no SK 2068),.